# Похабовск. Обратная сторона Сибири
«Похабовск. Обратная сторона Сибири» — комедия 2013 года режиссёра Юрия Яшникова. Фильм стал самым кассовым и масштабным по территории его реализации. По словам создателей, в производстве фильма так или иначе приняло участие около 50 тысяч человек. Премьера народной комедии «Похабовск. Обратная сторона Сибири» состоялась 31 октября, а прокат прошёл более чем в 20 городах.
В процесс создания фильма были активно вовлечены будущие зрители. Благодаря высокой активности проекта в социальных сетях, производство фильма приняло черты общественного народного движения. Обычные сибиряки выбирали герб городу, снимались в эпизодических ролях фильма и в массовых сценах, присылали реквизит, музыку для саундтрека и идеи для сюжета.

## Сюжет
Действие развивается вокруг сплоченной команды профессионалов в области рекламы и PR. Их очередной клиент — один из крупных предпринимателей города Похабовска. Его задание совершенно безумно, шансы героев на успех можно оценить как «миссия невыполнима». Что же, чем сложнее, тем интересней! Особенно — зрителям.

В провинциальном городе проходят выборы — Евгений Борисович Туговатых, директор ферросплавного завода Похабовска, баллотируется на пост мэра. По рейтингу его опережают три кандидата: действующий мэр города, идущий на пятый срок, обладающий крупной строительной фирмой бандит и владелец крупной сети супермаркетов. У самого Туговатых рейтинг лишь 9 %.
Чтобы обеспечить свою победу, Туговатых нанимает команду профессиональных политтехнологов, умеющих с блеском вывернуться из любых ситуаций — даже таких, какие ждут их в непредсказуемом сибирском городе Похабовске.

## Интересные факты
- Вымышленный город Похабовск так назван в честь рода Похабовых, первопроходцев Сибири[5]. Иван Похабов основал поселок Култук и нес службу в Прибайкалье и Забайкалье, а Яков Похабов является основателем Иркутска. В их честь так и не был назван ни один город, что и решили исправить создатели фильма.
- Роль Эрнеста Самуиловича стала дебютом в большом кино для бывшего КВН-щика Александра Гудкова[6].
- Основные съёмки прошли в Иркутске и Улан-Удэ.
- В создании фильма приняло участие около 50 тысяч человек.

## В ролях
- Константин Озеров — Гайдаров из Иркутска
- Александра Чубыкина — Степанида из Красноярска
- Герман Рычков — Феликс из Новосибирска
- Алексей Бахметьев — Кеша из Москвы
- Жаргал Бадмацыренов — Костя из Улан-Удэ
- Александр Демидов —  Туговатых Евгений Борисович, директор ферросплавного завода
- Александр Баширов —  Максимов Эдуард Романович, действующий мэр Похабовска
- Александр Гудков — Эрнест Самуилович, директор московского PR-агентства
- Александр Коптель —  Упоров Семен Семенович, бюджетник
- Антон Остерников — Наум Юсупович, владелец крупной строительной фирмы
- Олег Акимов —  Куц Иван Эдуардович, владелец сети супермаркетов
- Татьяна Скороходова — Куц Ольга Тимофеевна, жена Ивана Эдуардовича